# Поцуоли
Поцуоли (итал. Pozzuoli) град је у Италији, у регији Кампања. Према процени из 2010. у граду је живело 83.459 становника.

## Географија
Налази се на обали Средоземног мора. Од већих градова, близу је град Напуљ.

## Становништво
Према резултатима пописа становништва 2011. у општини је живело 80.357 становника.
| 1931.  | 1936.  | 1951.  | 1961.  | 1971.  | 1981.  | 1991.  | 2001.  | 2011.  |
| ------ | ------ | ------ | ------ | ------ | ------ | ------ | ------ | ------ |
| 27.042 | 29.690 | 41.457 | 51.308 | 59.813 | 69.861 | 75.142 | 78.754 | 80.357 |

## Партнерски градови
- Беневенто
- Ајос Димитриос
- Шчећин
- Тарагона
- Јалта